# Мериадок Брендифук
Мериадок Брендифук (обикновено наричан само Мери) е персонаж от романа „Властелинът на пръстените“ на Дж. Р. Р. Толкин.
Мери е хобит, приятел от детинство на Фродо Торбинс. Когато Фродо напуска Графството, Мери го придружава заедно с Пипин Тук и Сам Майтапер. По-късно заедно с останалите четирима хобити става член на Задругата на Пръстена. По време на битката при Амон Хен бива пленен от орките на Саруман и заедно с Пипин е преведен през равнините на Рохан, преди двамата да успеят да избягат по време на нападение на Роханските конници. Впоследствие Мери и Пипин се залутват в гората Ветроклин, където попадат на ента Дървобрад. Присъстват на обсадата на Исенгард от ентите. След като Пипин отпътува с Гандалф за Минас Тирит, Мери се заклева като оръженосец на Теоден, краля на Рохан. Помага на Еовин в критичен момент от битката ѝ срещу Краля-чародей на Ангмар (водача на Назгулите).
В екранизацията на „Властелинът на пръстените“ на Питър Джаксън от 2000-2003 година, ролята на Мериадок Брендифук се играе от актьорът Доминик Монаган.